# 馬古拉國家公園

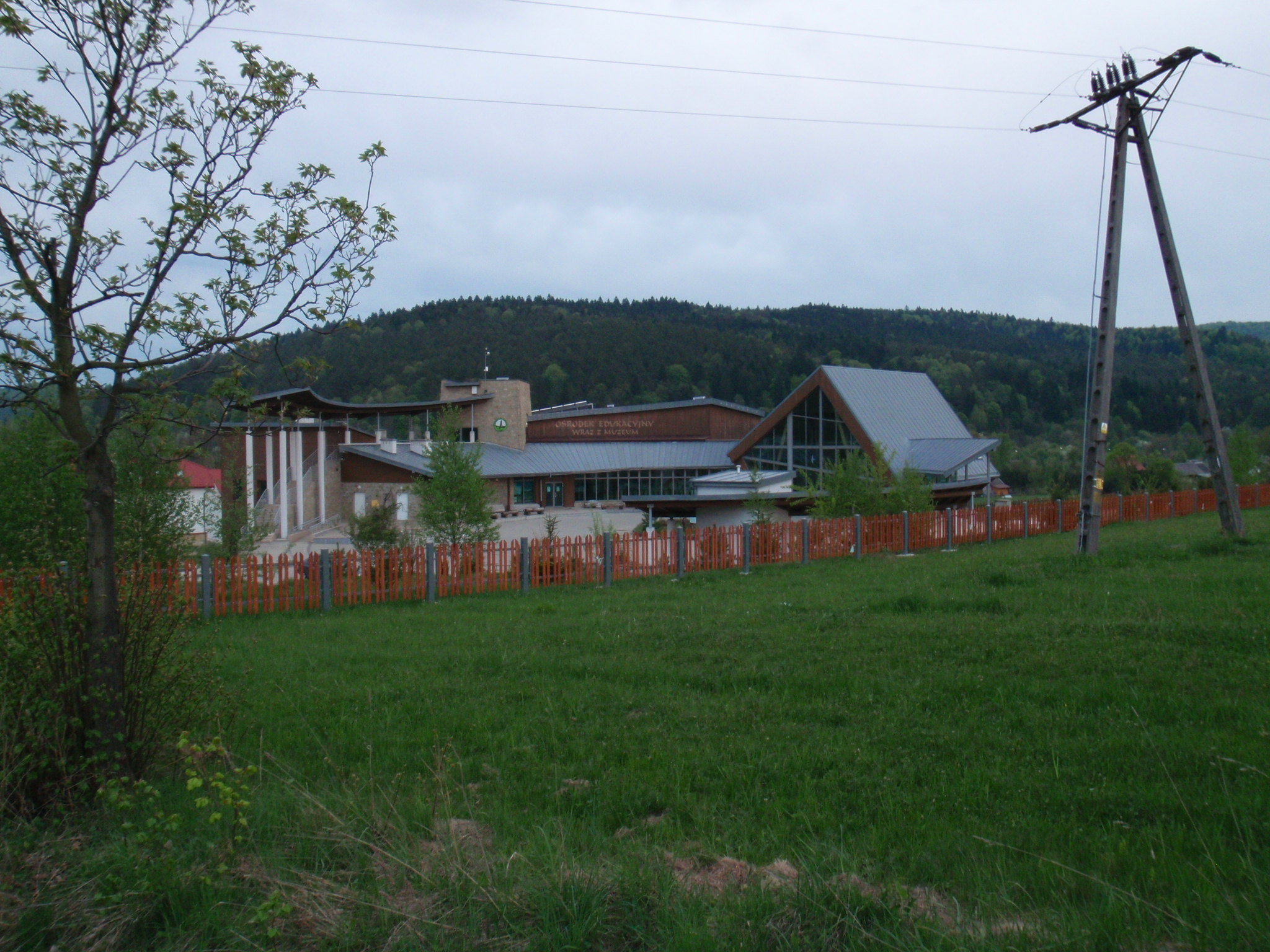

馬古拉國家公園是波蘭的國家公園，位於該國東南部，毗鄰與斯洛伐克接壤的邊境，始建於1995年，面積194平方公里，最高點海拔高度847米，是137種鳥類的棲息地。
49°031′N 21°031′E / 49.517°N 21.517°E